# Shiru
 (хебр. שירו; у преводу Запевајмо песму) песма је која је у извођењу Сарале Шарон и групе Lahakat Shiru представљала Израел на Песми Евровизије 1993. у Милстриту у Ирској. Било је то деветнаесто по реду учешће Израела на том такмичењу. Музику за песму компоновао је Шајке Пајков, док је текст написао Јорам Тахарлев. По први пут у историји израелска песма је изведена у билингуалној хебрејско-енглеској верзији.
Током финалне вечери Евросонга која је одржана 15. маја у Арени Грин Гленс, израелска песма је изведена претпоследња 24, а оркестром је током извођења песме уживо дириговао маестро Амир Фролих. Са освојена свега 4 бода израелска представница је заузела претпоследње 24. место, и био је то уједно и најлошији пласман Израела у њиховој дотадашњој евровизијској историји.

## Поени у финалу
| 12 поена | 10 поена | 8 поена     | 7 поена | 6 поена   |
| -------- | -------- | ----------- | ------- | --------- |
| —        | —        | —           | —       | —         |
| 5 поена  | 4 поена  | 3 поена     | 2 поена | 1 поен    |
| —        | —        | Португалија | —       | Француска |